# 埃默拉多 (北达科他州)
埃默拉多（英語：Emerado），是美国北达科他州下属的一座城市。根据2010年美国人口普查，该市有人口414人。2011年估计该市有人口413人，相对于2010年，增长率为?0.24%。